# 독 솔져
독 솔져(Dog Soldiers)는 영국에서 제작된 닐 마샬 감독의 2002년 모험, 액션, 공포, 스릴러 영화이다. 숀 퍼트위 등이 주연으로 출연하였고 크리스토퍼 피그 등이 제작에 참여하였다.

## 출연

### 주연
- 숀 퍼트위
- 케빈 맥키드
- 엠마 클리스비
- 리암 커닝햄

### 조연
- 토머스 로키어
- 다렌 모핏
- 크리스 롭슨
- 레슬리 심슨
- 티나 랜디니
- 크레이그 콘웨이
- 벤 라이트

## 제작진
- 공동제작: 키스 벨
- 공동제작: 브라이언 패트릭 오툴
- 미술: 사이몬 보울스
- 의상: 울리 시몬
- Ass-PD: 캐롤라인느 월드론
- 배역: 앤드리아 클락
- 배역: 제레미 지머먼